# 金杉城
金杉城（かなすぎじょう）は、千葉県船橋市金杉にあった中世の日本の城。

## 概要
船橋市金杉町2丁目にある。城郭の規模は50メートル×50メートルほどの単郭である。そのため、小さな砦の方が近いのではないかと考えられている。
城の規模から小規模な領主の居館か、上記の通り、街道を監視するために置かれた番所的な城であったのではないかと考えられている。なお、江戸時代にはいるとこのような中世の城は「一国一城」の義務や武士の城下町への居住の義務などによって破棄されたり、壊されたりしている。敷地は、もともと周囲が土塁で囲まれ、その中に住宅があったらしいが、1900年（明治33年）に火災によって移転している。土地所有者の方が手放さずにいたため、土塁や枡形などの遺構が残されている。しかし、開発のため、一部、遺構がすっかり取り払われてしまっている部分もある。
城址があった場所をみると「堀の内」という地名がみられる。

## 観光

### 周囲の文化施設・観光名所
- 金杉
- 豊受神社 (金杉神明社)
- 白旗神社
- 金杉金蔵寺

## 交通
最寄り駅
- 船橋駅（JR東日本・東武鉄道）
- 滝不動駅（新京成電鉄）